# WiziShop
 (février 2025).
Motif : Notoriété?
- Archive Wikiwix
- Bing
- Cairn
- DuckDuckGo
- E. Universalis
- Gallica
- Google
- G. Books
- G. News
- G. Scholar
- Persée
- Qwant
- (zh) Baidu
- (ru) Yandex
- (wd) trouver des œuvres sur Wikidata

| 1. | Préciser le motif de la pose du bandeau. | Précisez le motif de la pose du bandeau en utilisant la syntaxe suivante : {{admissibilité à vérifier\|date=août 2025\|motif=remplacez ce texte par le motif}}                |
| 2. | Informer les utilisateurs concernés.     | Pensez à avertir le créateur de l'article, par exemple, en insérant le code ci-dessous sur sa page de discussion : {{subst:avertissement admissibilité à vérifier\|WiziShop}} |

WiziShop est une entreprise française, créée en 2008, qui édite un logiciel de création de site de commerce en ligne en mode SaaS du même nom.

## Historique
WiziShop a été créée en 2008 par Grégory Beyrouti, René Cotton, Steven Mouret et Cédric Piazza.
Le 1er octobre 2008, la solution commerce en ligne WiziShop est officiellement lancée.
En janvier 2013, l’équipe dirigeante boucle une levée de fonds de 300 000 €,,.

## Distinctions
- Grégory Beyrouti, lauréat pour le prix Jeune Entrepreneur dans la catégorie Smart Tech[4]